# Kaffa (Volk)
Die Kaffa, auch Kafa, Manko oder Kefitsho genannt, sind ein Volk in der Region der südlichen Nationen, Nationalitäten und Völker im Südwesten Äthiopiens. Sie waren das Staatsvolk im historischen Königreich Kaffa.
Ihre Gesamtzahl beträgt 500.000 und macht rund 1 % der Bevölkerung Äthiopiens aus. Sie sind überwiegend Anhänger traditioneller afrikanischer Religionen und Muslime, etwa 25 % der Kaffa sind Christen. Ihre Sprache ist das Kaffa, das zu den omotischen Sprachen innerhalb der afroasiatischen Sprachfamilie gehört.